# بن زوبريست
بينجامين توماس زوبريست (بالإنجليزية: Benjamin Thomas Zobrist)‏ هو لاعب كرة قاعدة أمريكي ولد في يوم 26 مايو 1981 في بلدة يوركا في إلينوي. لعب مع أندية تامبا باي رايز وأوكلاند أثلاتكس وكنساس سيتي رويالس وشيكاغو كابز.